# Negaprion brevirostris
El tiburón galano o limón (Negaprion brevirostris), es una especie de tiburón que pertenece a la familia Carcharhinidae que puede crecer hasta 3 m. Se le conoce como tiburón limón, porque a ciertas profundidades, la interacción de luz con el agua de mar puede hacer que este tiburón tenga una apariencia bronceada y amarillenta, al igual que la superficie de un limón. Es fácil de distinguir de otras especies de tiburones porque sus dos aletas dorsales son casi del mismo tamaño.

## Distribución y hábitat
Se encuentra principalmente en los mares tropicales y subtropicales y  partes del Océano Atlántico y Océano Pacífico, costas de América del Norte y América del Sur, y alrededor de las Islas del Pacífico. El mayor tiburón limón registrado fue de 3.96 metros (13 pies) de largo, pero por lo general son de 2 a 3 metros. Los tiburones limón  se pueden ver acompañados con los peces rémoras.

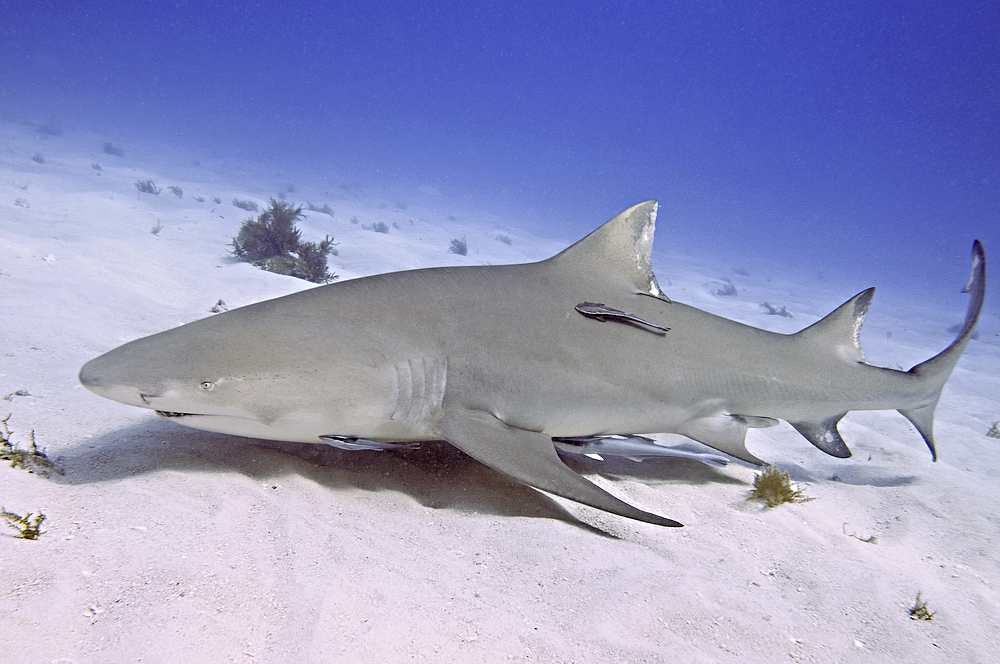

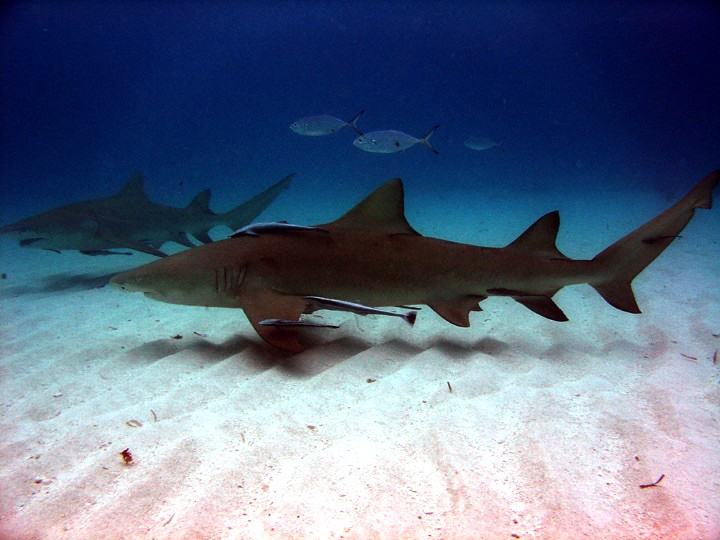

## Reproducción
Con 4 a 17 crías, las hembras maduran a los 15 y 17 años y miden hasta 1.5metros a 2 metros y pesar hasta 183 kg.

## Electrorreceptores
Todos los tiburones tienen electrorreceptores en la cabeza llamados ampollas de Lorenzini. Estos receptores detectan los impulsos eléctricos emitidos por sus presas potenciales. Los tiburones limón viven en el fondo, pero tienen una mala visión y no puede ver bien para encontrar su alimento. Sin embargo, están equipados con sensores magnéticos extremadamente sensibles y precisos en la nariz.

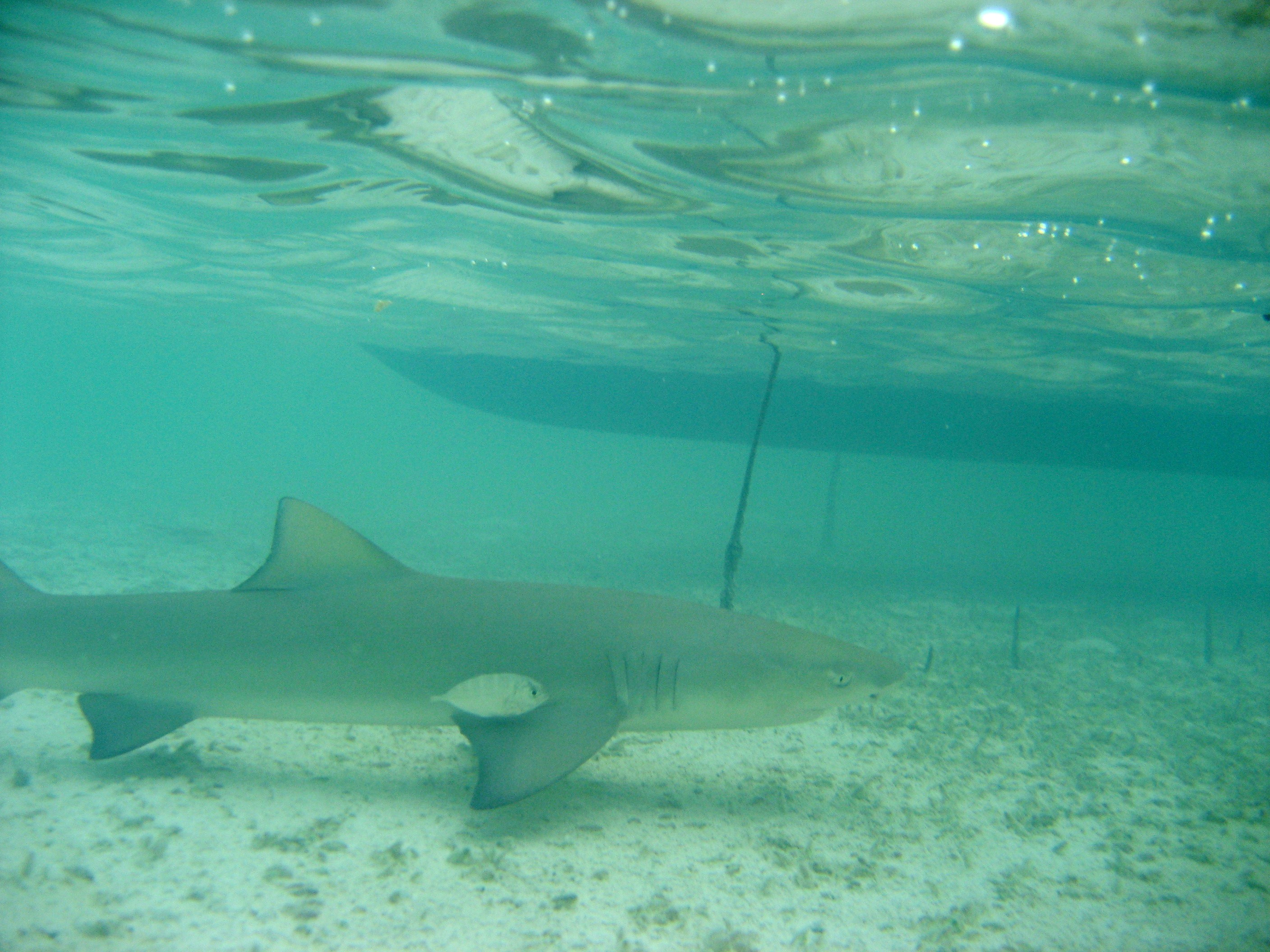

## Relación con los humanos
Esta especie de tiburón es más conocida en su comportamiento y ecología, principalmente debido al trabajo de Samuel Gruber en la Universidad de Miami, quien estudió al tiburón limón tanto en el campo como en el laboratorio desde 1967. La población alrededor de las islas Bimini en el oeste de las Bahamas, donde se encuentra la estación de campo biológico Bimini de Gruber, es probablemente la más conocida de todas las poblaciones de tiburones.
El tiburón limón es el objetivo de los pescadores comerciales y recreativos a lo largo del Océano Atlántico de EE. UU., el Caribe y el Océano Pacífico oriental debido a su preciada carne, aletas y piel. La piel del tiburón limón se puede usar para el cuero y su carne se puede consumir y se cree que es un manjar en muchas culturas. Existe la preocupación de que la pesca excesiva haya llevado a la disminución de las poblaciones de tiburones limón en el Atlántico norte occidental y el Océano Pacífico oriental. Se considera vulnerable.
Los tiburones limón no representan una gran amenaza para los humanos. El Archivo Internacional de Ataques de Tiburón enumera 10 mordeduras de tiburón limón no provocadas, ninguna de las cuales fue fatal.